# Kenta Maeda
Kenta Maeda (jap. 前田 健太, Maeda Kenta; * 11. April 1988 in Tadaoka, Präfektur Osaka) ist ein japanischer Baseballspieler auf der Position des Pitchers. 2010 erhielt er den Sawamura-Preis für den besten Pitcher im japanischen Profibaseball.
In der PL-Gakuen-Oberschule aus Tondabayashi nahm Maeda zweimal am Kōshien teil, im Frühjahrs-Kōshien 2006 erreichte PL-Gakuen mit ihm das Halbfinale. Nach seinem Abschluss wurde er 2006 in der ersten Runde von den Carp gedraftet. 2007 wurde er nur in der zweiten Mannschaft eingesetzt, sein Debüt in der ersten Mannschaft gab er am 5. April 2008 in einem Heimspiel gegen Yokohama. Bereits in seiner Rookie-Saison 2008 lief Maeda als regelmäßiger Starter für Hiroshimas erste Mannschaft auf und erzielte in insgesamt 19 Einsätzen neun Wins und zwei Losses. 2009 führte er mit 29 Starts neben Teamkollege Kan Ōtake und Yakult-Pitcher Masanori Ishikawa die Central League an. Zu Beginn der Saison 2010 gehörte Maeda zu den erfolgreichsten Pitchern der Liga, eröffnete das All-Star-Game für die Central League und führte zum Saisonschluss die Liga mit 15 Wins und einem Earned Run Average (ERA) von 2.29 an. Die Leistung wurde mit dem Sawamura-Preis 2010 ausgezeichnet. Maeda ist der erste Preisträger aus der Central League seit Kenshin Kawakamis Auszeichnung 2004 und der erste für Hiroshima seit Shinji Sasaoka 1991.
Im April 2012 warf Maeda in einem Spiel gegen die Yokohama BayStars als 74. Pitcher der Ligageschichte einen No-Hitter.